# رضا بن عبدالمحسن نزهه
رضا النزه، وزیر مختار عربستان، کاردار فعلی سفارت پادشاهی عربستان سعودی در استرالیا و نویسنده کتاب دیپلماسی در چهار قاره است.

## یورش به سفارت عربستان در سال ۱۹۸۷
رضا النزه در کتاب خود به ماجرای دستگیری سپاه پاسداران در مشهد - جایی که در آنجا کنسول بود - اشاره کرده‌است و همچنین به کشته شدن موسی الغامدی دیپلمات سعودی اشاره کرده‌است که همه اینها منجر به قطع روابط ایران و عربستان سعودی شد.

## بازبینی کننده
1. ↑  المیدل ایست تایمز:ترقیة الاستاذ رضا بن عبدالمحسن النزهة الی رتبة وزیر مفوض بوزارة الخارجیة السعودیة بایگانی‌شده  در ۲۰۱۲-۱۲-۱۴ توسط Wayback Machine